# Mariam Noori

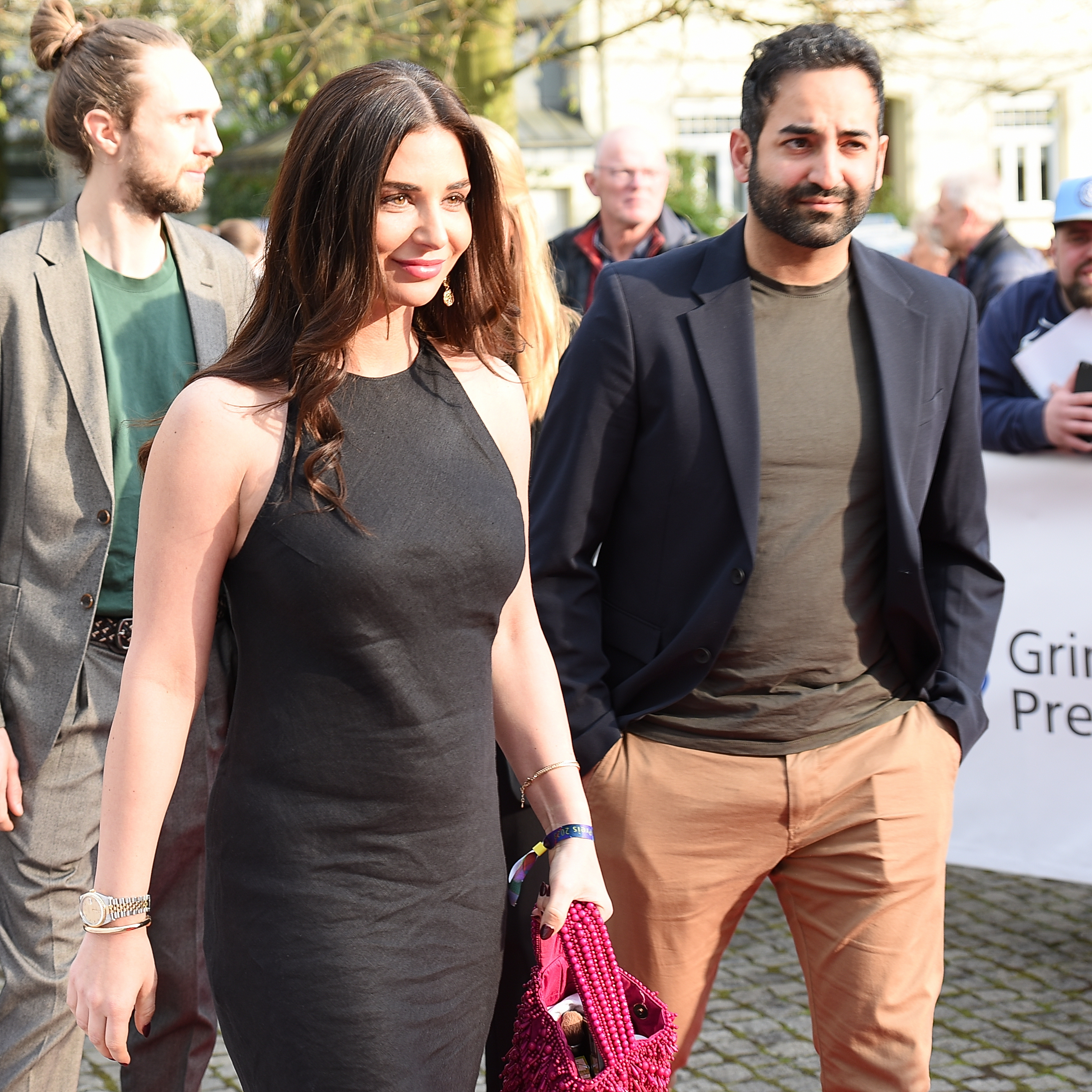
Miriam Noori mit Armin Ghassim bei der Verleihung des Grimme-Preises 2023

Mariam Noori (* 1987 in Masar-e Scharif) ist eine deutsche investigative Journalistin und Filmemacherin. Sie wurde 2023 mit dem Grimme-Preis ausgezeichnet.

## Leben und Karriere
Mariam Noori ist 1987 als Tochter eines Afghanen und einer Ukrainerin in Afghanistan geboren. Ihre Familie immigrierte nach Ausbruch des Bürgerkrieges nach Deutschland, Hamburg. Sie spricht Deutsch, Englisch, Russisch und Persisch.
Sie volontierte beim Norddeutschen Rundfunk und arbeitet als investigative Journalistin und Filmemacherin für das Reportageformat STRG_F und die Panorama-Redaktionen (ARD/NDR). Sie absolvierte eine Ausbildung im UN-Trainingszentrum für Kriegs- und Krisenregionen. Noori recherchierte u. a. zum Islamischen Staat und begleitete einen IS-Rückkehrer bei seiner Reintegration. Sie deckte den Lovemobil-Fake auf, der deutschlandweit eine Debatte zu den Grenzen im Dokumentarfilm auslöste. 2022 reiste sie nach der Taliban-Machtübernahme gemeinsam mit ihrem Kollegen Armin Ghassim nach Afghanistan. Noori interviewte Taliban und Menschen, die für und gegen sie sind. Die daraus entstandene persönliche Dokumentation zeichnet ein differenziertes Bild über die Lage vor Ort und wurde dafür mit dem Grimme-Preis ausgezeichnet. Mariam Noori ist immer wieder zu Gast bei Panels oder als Referentin bei Vorträgen.

## Auszeichnungen
- 2020: Grimme Online Award – Autorenschaft für STRG_F
- 2021: Mammoth Lakes Film Festival – Jurypreis für The Renegades[14]
- 2021: Prix Europa – Nominierung für Lovemobil: Dokumentarfilm über Prostitution gefälscht?
- 2022: Grimme-Preis – Nominierung für Lovemobil: Dokumentarfilm über Prostitution gefälscht?[15]
- 2023: Grimme-Preis – Warum finden Menschen die Taliban gut?[16]
- 2024: Europäischer CIVIS Medienpreis – Hauptauszeichnung für Israel und Gaza: Leben zwischen Terror und Krieg[17]
- 2024: Europäischer CIVIS Medienpreis – Kategorie Video/Social Media: Israel und Gaza: Leben zwischen Terror und Krieg[18]